# 大阪偕成学園高校野球部わいせつ事件
大阪偕成学園高校野球部わいせつ事件（おおさかかいせいがくえんこうこうやきゅうぶわいせつじけん）は、日本の高等学校の部活動で起きた性犯罪事件。

## 概要

### 事件の発覚
2021年8月18日に大阪府警察は、野球部のコーチであった人物が部員にわいせつな行為を行ったとして強制わいせつの疑いで逮捕していた。このコーチであった人物は2020年度に部員と2人きりになった場所で、部員の下半身を触るということをしていた。このことは2021年1月に被害に遭った部員の保護者から学校側に相談があったということから発覚していた。犯行は2020年8月から複数回にわたり行われており、その手口は部員にマッサージをすると言って学校付近の野球部の寮の部屋やグラウンドの休憩室に呼び出して下半身を触るというものであった。被害に遭った部員の中には、10回ほど被害に遭っていると訴えている者もいる。この事件の犯人は、最初は冗談半分で行っていたが、徐々にエスカレートして行っていたのであった。
2021年8月18日に逮捕されていたのと同一人物は、2021年9月13日にも逮捕される。この件では、野球部の男子生徒に性的暴行を加えて心的外傷後ストレス障害を負わせたとして、強制性交等致傷の疑いで逮捕していたのであった。この件での犯行というのは、2020年11月23日の午前0時から2時ごろに生徒を寮の自室にマッサージをしてやると言って呼び出して、その時に性的暴行を加えて心的外傷後ストレス障害を負わせていたのであった。調べに対して犯人は、教え子であるならば表沙汰になることは無いと思って繰り返し犯行に及んでいたとのことであった。供述によるとこの犯人は約10年前から体を触ったり、わいせつな画像を送らせるということをしていたとのことであった。10年くらい前から30人以上にわいせつなこういをしていたとのことであった。

### 事件の詳細
2020年8月より犯行を行っており、当時に1年生と2年生の14人の部員が被害に遭っていた。中には10回以上も呼び出され、写真を撮られていた部員もいた。大阪府警察詰め記者によると、この事件の犯人というのは部員に対して性器を押し付けたり、くわえさせたりするということをしていた。部員の1人はこのコーチからの被害を理由として転校を余儀なくされていた。この事件の犯人はスポーツ推薦で高等学校に入学して、1年生からエースとして活躍して、2年生の時には甲子園で活躍して、プロ野球のスカウトの目に止まりドラフト候補に名前が挙がったこともあった。高校を卒業してからは大学に進学して、大学卒業後はクラブチームや高校野球の指導者をしていた。事件を起こした高校ではその前年にコーチに就任していたのだが、そこでは高い評価を得ていた。
2022年3月23日に、大阪地方裁判所でこの事件の判決公判が行われ、そこでは裁判長はこの事件の被告に懲役10年を言い渡した。判決では裁判長は、生徒らは被告に嫌われることで試合のメンバーの選考や卒業後の進路に影響することができていなかったということを指摘。この事件により休学や退学に追い込まれた生徒もいたために、被告の刑事責任は極めて重いと判断していた。